# Momperone
Momperone (piemontiul: Mumpròn) település Olaszországban, Piemont régióban, Alessandria megyében. Lakosainak száma 201 fő (2023. január 1.).